# 賓尼迪·路斯特
賓尼迪·路斯特（英語：Benedict Lust，1872年2月3日—1945年9月5日），生於德國 Michelbach，臨近黑森林地區，他是自然醫學的先驅人物，常被人稱為美國自然醫學之父。

## 生平
賓尼迪·路斯特年輕時曾在巴登-巴登、日內瓦與美國紐約市擔任餐廳侍者。因為得到嚴重疾病，回到德國休養，他得到德國水療法之父瑟巴斯堤安·克奈浦（Sebastian Kneipp），以水療方法將他治癒，使他對於自然療法充滿信心。
在瑟巴斯堤安·克奈浦的鼓勵下，他決定回到美國推廣自然醫學。他在紐約市開了健康食品商店，並出版數本分別以德文及英文撰寫的雜誌，以宣揚自然醫學。1901年，他取得紐約市順勢療法學院（Homeopathic Medical College）的學位，在此形成他對自然醫學的想法。1902年，他取得紐約市骨療法聯合學院（Universal College of Osteopathy）的學位。